# Edward Edwards (zoologiste)
Pour les articles homonymes, voir Edward Edwards et Edwards.
Edward Edwards est un zoologiste britannique, né le 23 novembre 1803 à Corwen dans le pays de Galles et mort le 13 août 1879.

## Biographie
Après des études à Corwen, il devient drapier à Bangor jusqu’en 1839. Il fonde alors une forge à Menai Bridge.
Il commence parallèlement l’étude des poissons et est l’inventeur de plusieurs innovations en aquariologie.